# José Hipólito Monteiro
José Hipólito da Costa Monteiro (Lisboa, 18 de Fevereiro de 1939), é um geólogo e oceanógrafo que se notabilizou como um dos pioneiros portugueses  da geologia marinha. 
J. H. Monteiro participou na elaboração da Carta geológica de Portugal, em estudos das ilhas barreiras, e na cartografia extensão da plataforma continental.  

## Biografia
Após licenciar-se em Ciências Geológicas na Universidade de Lisboa, J. H. Monteiro graduou-se em Oceanografia em 1966 no Scripps Institute of Oceanography. De regresso a Portugal iniciou a actividade no Instituto Hidrográfico da Marinha de onde saiu em 1971. Desde então foi geólogo e investigador nos Serviços Geológicos de Portugal onde ao longo de uma década, de 1987 e 1997, dirigiu do Departamento de Geologia Marinha. De 2003 a 2004 foi Vice Chairman do ECORD (European Consortium for Ocean Research Drilling). Foi professor convidado de Geologia Ambiental das Universidades de Évora e Aveiro e de Geologia Marinha na Universidade Nova de Lisboa. 
As suas principais áreas de investigação científica foram a dinâmica sedimentar da Plataforma continental, os registos sedimentares do afloramento costeiro, mapas temáticos do leito do mar, com foco na geologia marinha ambiental, aplicação de veículos submarinos autónomos, sulfuretos massivos polimetálicos do fundo do mar e Lei do Mar.